# Froufe (Irijo)
Froufe (llamada oficialmente San Xoán de Froufe) es una parroquia y una aldea del municipio español de Irijo, en la provincia de Orense, Galicia.

## Toponimia
La parroquia también es conocida por el nombre de San Juan de Froufe.

## Organización territorial
La parroquia está formada por nueve entidades de población:

### Entidades de población
Entidades de población que forman parte de la parroquia:
- Cebral
- Frixe
- Froufe
- Sidre
- Silvares
- Surribas
- Suvirol (Subirol)

### Despoblados
Despoblados que forman parte de la parroquia:
- Covelo (O Covelo)
- Parteme

## Demografía

### Parroquia
| Gráfica de evolución demográfica de Froufe (parroquia) entre 2000 y 2022 |
|                                                                          |
| Datos según el nomenclátor publicado por el INE.                         |

### Aldea
| Gráfica de evolución demográfica de Froufe (aldea) entre 2000 y 2022 |
|                                                                      |
| Datos según el nomenclátor publicado por el INE.                     |